# Gienah Ghurab
Gienah Ghurab (gamma Corvi) is de helderste ster in het sterrenbeeld Raaf (Corvus). De ster maakt deel uit van de Hyadengroep en is mogelijk een blauwe achterblijver.